# Боргарелло, Винченцо
Винче́нцо Боргаре́лло (итал. Vincenzo Borgarello; 9 мая 1884, Камбьяно, Пьемонт — 17 июня 1960, Турин) — итальянский шоссейный велогонщик, выступавший на профессиональном уровне в период 1909—1914 годов. Победитель четырёх этапов «Джиро д’Италия» и двух этапов «Тур де Франс», победитель гонки «Джиро дель Пьемонте», бронзовый призёр итальянского национального первенства.

## Биография
Винченцо Боргарелло родился 9 мая 1884 года в коммуне Камбьяно провинции Турин, Италия.
Дебютировал в шоссейном велоспорте на профессиональном уровне в 1909 году, присоединившись к французской команде Peugeot. В этом сезоне впервые стартовал на супервеломногодневке «Джиро д’Италия» (сошёл с дистанции в ходе одного из этапов) и принял участие в однодневной гонке «Милан — Сан-Ремо», где финишировал восьмым.
В 1910 году в составе команды Bianchi вновь выступил на «Джиро д’Италия», одержал победу на домашней гонке «Джиро дель Пьемонте».
Начиная с 1911 года представлял команду Legnano. В дебютном сезоне в новом коллективе отметился победой на втором этапе «Джиро д’Италия», стал вторым на «Джиро дель Эмилия» и третьим в зачёте групповой гонки итальянского национального первенства.
Одним из самых успешных сезонов в его спортивной карьере оказался сезон 1912 года, когда в составе Legnano он выиграл три отдельных этапа «Джиро д’Италия» и был лучшим на двух этапах «Тур де Франс», став в генеральной классификации тринадцатым. Помимо этого, показал шестой результат на «Джиро ди Ломбардия». В соответствии с опросом, проведённым La Gazzetta dello Sport, Боргарелло был признан самым известным гонщиком года.
В 1913 году представлял французскую команду Griffon-Continental. В пятый раз стартовал на «Джиро д’Италия», но преодолеть все этапы не смог.
Последний раз показывал сколько-нибудь значимые результаты в шоссейном велоспорте в сезоне 1914 года, когда выступал за команды Atala-Dunlop и Clément-Dunlop. Во второй раз принял участие в «Тур де Франс», где в генеральной классификации занял 25 место, показал восьмой результат в однодневной классике «Милан — Сан-Ремо». На том завершил карьеру профессионального велогонщика.
Умер 17 июня 1960 года в Турине в возрасте 76 лет.